# Madonna Dreyfus
La Madonna Dreyfus és un oli sobre taula 15,7 x 12,8 cm del 1469, atribuïda fins ara al pintor Lorenzo di Credi, si bé més recentment s'ha reconsiderat com a obra de Leonardo da Vinci. Es troba a la National Gallery de Washington.
La representació de la Mare de Déu i de Jesús és un interior. A les parets, hi ha dues finestres rectangulars des d'on es veu un paisatge. La Madonna es representa amb una magrana a la mà (d'aquí el títol de l'obra), el símbol de la fertilitat i la resurrecció, mentre que el peu del nen en els seus genolls té un gra de la fruita. La pintura s'inspira en l'obra de Verrocchio, que havia estat mestre de Lorenzo di Credi i que, en la data de realització de l'obra, tenia dotze anys, cosa que fa pensar que és poc probable que en sigui l'autor.
El nom de Madonna Dreyfus deriva del nom d'un anterior propietari de la tela, Gustave Dreyfus, els hereus de la qual la van vendre a un altre col·leccionista el 1930. La Madonna representada és similar a d'altres de Leonardo (en particular, La Mare de Déu i el clavell) per l'agulla de pit.